# Jensen SV-8
La Jensen SV-8 è una roadster presentata presso l'Earls Court Motorshow del 1998.

## Contesto
La SV-8 venne presentata per rilanciare il marchio Jensen 20 anni dopo la sua chiusura. Ne fu prevista la produzione di 600 vetture, ma si ridusse a 20 totali in quanto si rivelarono delle auto di scarsa affidabilità, tanto da mandare l'azienda in bancarotta nel 2002. Altri dodici modelli furono costruiti nel 2003 dall'azienda SV Automotive reimpiegando i pezzi di ricambio acquisiti dopo la liquidazione della società.

## Tecnica
La vettura era dotata di propulsore V8 Cobra da 325 CV derivato da quello impiegato sulla Ford Mustang. Tale motore permette una velocità massima di 250 km/h e un'accelerazione da 0 a 100 km/h in 4,8 secondi. Il telaio è monoscocca assemblato in acciaio.